# Romagne (Vienne)
Romagne – miejscowość i gmina we Francji, w regionie Nowa Akwitania, w departamencie Vienne.
Według danych na rok 1990 gminę zamieszkiwało 806 osób, a gęstość zaludnienia wynosiła 20 osób/km² (wśród 1467 gmin regionu Poitou-Charentes, Romagne plasuje się na 381. miejscu pod względem liczby ludności, natomiast pod względem powierzchni na miejscu 76.).